# Intelsat 902
O Intelsat 902 (IS-902) é um satélite de comunicação geoestacionário construído pela Space Systems/Loral (SS/L). Ele está localizado na posição orbital de 62 graus de longitude leste e é operado pela Intelsat. O satélite foi baseado na plataforma LS-1300HL e sua vida útil estimada era de 13 anos.

## Lançamento
O satélite foi lançado com sucesso ao espaço no dia 30 de agosto de 2001, às 06:46 UTC, por meio de um veículo Ariane-44L H10-3 a partir do Centro Espacial de Kourou na Guiana Francesa. Ele tinha uma massa de lançamento de 4725 kg.

## Capacidade e cobertura
O Intelsat 902 é equipado com 44 transponders em Banda C e 12 em Banda Ku, oferecendo capacidade para canais de TV e rádio e para serviços de internet e multimídia. Com cobertura no Sudeste Asiático, China, Coreia, Japão, Taiwan e Austrália. O mesmo está previsto para ser substituído pelo satélite Intelsat 39.